# Dodo Marmarosa
Michael 'Dodo' Marmarosa (Pittsburgh, 12 december 1925 – aldaar, 17 september 2002) was een Amerikaanse jazzpianist.

## Biografie
Marmarosa was een muzikaal wonderkind en had een klassieke piano-opleiding, voordat hij overstapte naar jazz. Hij kreeg zijn bijnaam Dodo als kind vanwege zijn relatief grote hoofd. Hij leerde zichzelf ook jazz samen met zijn schoolgenoot Erroll Garner. Hij debuteerde op 15-jarige leeftijd als lid van het Johnnie 'Scat' Davis Orchestra. In 1942 en 1943 werkte hij samen met Gene Krupa en Charlie Barnet, met wiens band hij zijn eerste opnamen maakte. Hier ontmoette hij Dizzy Gillespie en Charlie Parker, de centrale vertegenwoordigers van de bop, voor het eerst. Zijn virtuositeit, die werd geschoold in klassieke muziek, kwam hem goed van pas in de snelle bopnummers.
Vanaf 1944 verscheen hij met Tommy Dorsey en Artie Shaw en nam hij op met Lester Young. Vanaf 1945 speelde hij ook met Boyd Raeburn (o.a. in diens Boyd Raeburn meets Strawinsky), Lyle Griffin, Tom Talbert en Lucky Thompson. Net als Barney Kessel ging hij vervolgens naar Los Angeles, waar hij werkte als een gevraagd studiomuzikant en speelde hij met Parker, Lester Young, Teddy Edwards, Howard McGhee, Lionel Hampton, Wardell Gray en anderen o.a. op de bekende dial-sessies uit 1946/1947 met Parker. In 1947 nam hij ook op voor Dial met zijn eigen trio, waaronder Harry Babasin. Vanwege zijn gecompromitteerde gezondheid en persoonlijke redenen keerde hij in 1948 terug naar zijn familie in Pittsburgh. Hij toerde nog steeds met Johnnie 'Scat Davis' en Artie Shaw in 1949, speelde met de Lighthouse All Stars in Hermosa Beach in 1952 en Charlie Spivak in 1953, maar verdween vervolgens gedurende een groot deel van de jaren 1950 uit de jazzwereld.
Tussendoor was er een mislukt huwelijk en gezondheidsproblemen. In 1954 werd hij opgeroepen voor het leger. Omdat hij het daar niet aan kon, werd hij tijdelijk in het ziekenhuis opgenomen en behandeld met elektrische schokken, maar werd daar vervolgens ontslagen in een mentaal onstabiele toestand. Nadien deed hij geen poging terug te keren in het jazzcircuit en werkte hij als hotelpianist. In 1956 haalde de trompettist Danny Conn hem over om opnieuw in clubs op te treden. In 1960 kwam hij vast te zitten op weg naar Californië vanwege autopech in Chicago, waar hij spelend weer aandacht kreeg in clubs. In 1962 nam hij het album Dodo's Back op in Chicago (geproduceerd door Jack Tracy voor Argo Records) en in hetzelfde jaar nam hij twee platen op met Gene Ammons en de trompettist Bill Hardman. Daarna trad hij afwisselend op in Chicago en Pittsburgh, het meest recent in 1968 in zijn woonplaats Pittsburgh. Muzikanten als Dave Brubeck, die naar de boplegende vroegen, konden hem soms overhalen om op te treden. Hij bracht zijn laatste jaren geestelijk ziek door (hij had een mogelijke tremor door Parkinson, maar die verdween tijdens het piano spelen) en leed aan diabetes in het VA Medical Center in Lincoln-Lemington (een huis voor veteranen van het leger), waar hij voor bewoners en incidentele bezoekers speelde op een huisorgel.
Tijdens de jaren 1990 en 2000 werden zijn opnamen uitgebracht op verschillende albums (Dodos Bounce (1991), The Chicago Sessions (1995), Complete 'Dial' Sessions (1996), Dodo Lives (1997), Pittsburgh (1958, 1997), A Proper Introduction to Dodo Marmarosa : Dodo's Dance, 2004) deels nieuw, deels ook voor het eerst uitgebracht. Vooral tijdens de jaren 1940 was hij uitstekend als pianist vanwege zijn uitstekende toon en onafhankelijk spel volgens de Jazz Rough Guide en liet hij het grootste deel van zijn hedendaagse concurrenten, maar helaas ook zijn late werken, bleek uitzien.

## Overlijden
Dodo Marmarosa overleed in september 2002 op 76-jarige leeftijd.

## Discografie
- 1946: Up in Dodo's Room met Miles Davis, Lucky Thompson, Howard McGhee, Teddy Edwards, Charlie Parker e.a.
- 1946: Raindrops met Barney Kessel
- 1947: The Dial Masters
- 1961: Dodo's Back! met Marshall Thompson, Richard Evans e.a.